# Казујуки Тода
Казујуки Тода (јап. 戸田 和幸; 30. децембар 1977) јапански је фудбалер.

## Каријера
Током каријере је играо за Шимизу с-пулс, АДО Ден Хаг, Санфрече Хирошима и многе друге клубове.

## Репрезентација
За репрезентацију Јапана дебитовао је 2001. године. Наступао је на Светском првенству (2002. године) с јапанском селекцијом. За тај тим је одиграо 20 утакмица и постигао 1 гол.

## Статистика
| Јапан  | Јапан   | Јапан  |
| Година | Наступи | Голови |
| ------ | ------- | ------ |
| 2001.  | 10      | 0      |
| 2002.  | 10      | 1      |
| Укупно | 20      | 1      |